# Operación Daguet

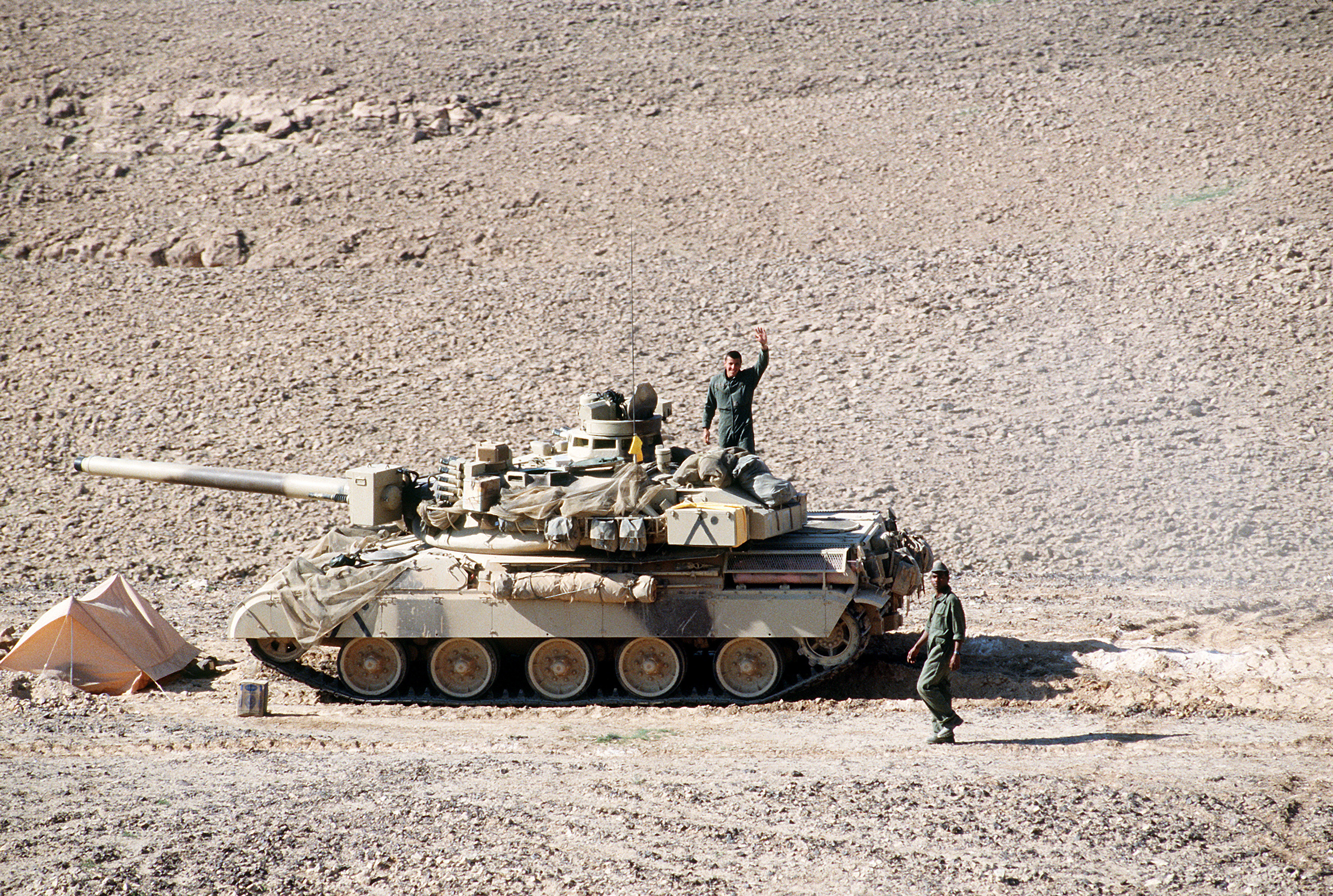
Tanque AMX-30 de la sexta división blindada francesa cerca de Al-Salman durante la Opération Daguet, en 1991.

Opération Daguet (pronunciación en francés: /ɔpeʁasjɔ̃ daɡɛ/) fue el nombre clave de las operaciones militares francesas durante la guerra de 1991 para liberar Kuwait. El hecho más significativo de esta participación fue el asalto y captura del aeródromo Iraquí de As-Salman por unidades terrestres francesas apoyadas por helicópteros Gazelle y con cobertura aérea de Mirage.

## Despliegue francés

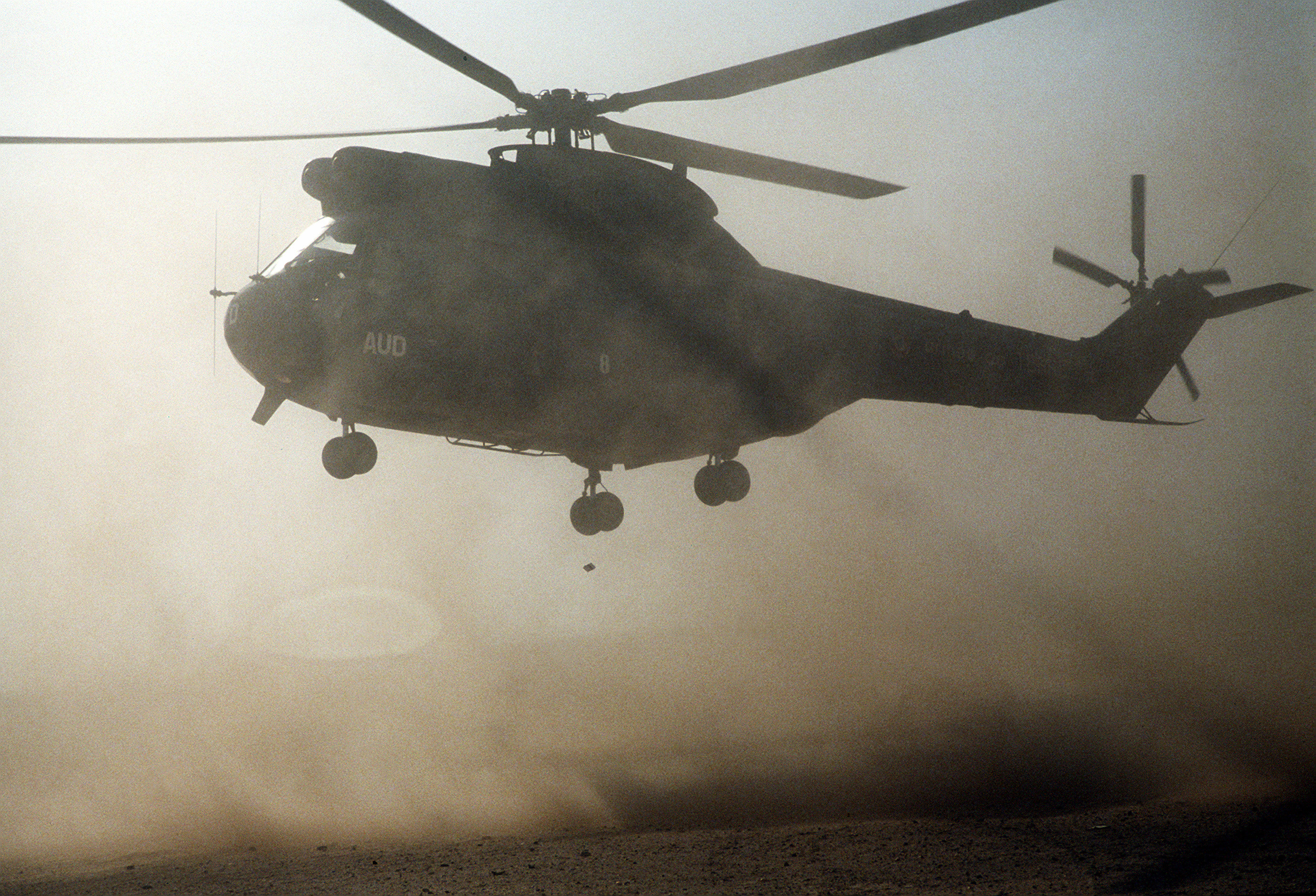
Puma SA330 francés despega entre una nube de arena durante una operación en la Operación Escudo del Desierto, en Arabia Saudita.

El inicio del conflicto comenzó con la invasión iraquí a Kuwait, el dos de agosto de 1990. Durante los siguientes meses, los miembros de la coalición enviaron tropas y armamento a Arabia Saudí mientras los iraquíes se fortificaban en Kuwait. En septiembre de 1990, Francia comenzó la opération Salamandre, consistente en el despliegue de sus fuerzas armadas como parte de la coalición internacional. El general Michel Roquejeoffre fue nombrado jefe de la operación Daguet, al mando de los miles de soldados franceses en el Golfo. Desde mayo de 1990, mandaba la Fuerza de Acción Rápida (FAR).
El ejército tuvo problemas para constituir la División Daguet. Se hubo de obtener material y tropas de aquí y allá, ya que en aquella época Francia tenía unas fuerzas armadas duales, con servicio militar obligatorio y tropa profesional. La división se construyó en torno a la 6e. Division légère blindée, reforzándola con regimientos de otras unidades militares.

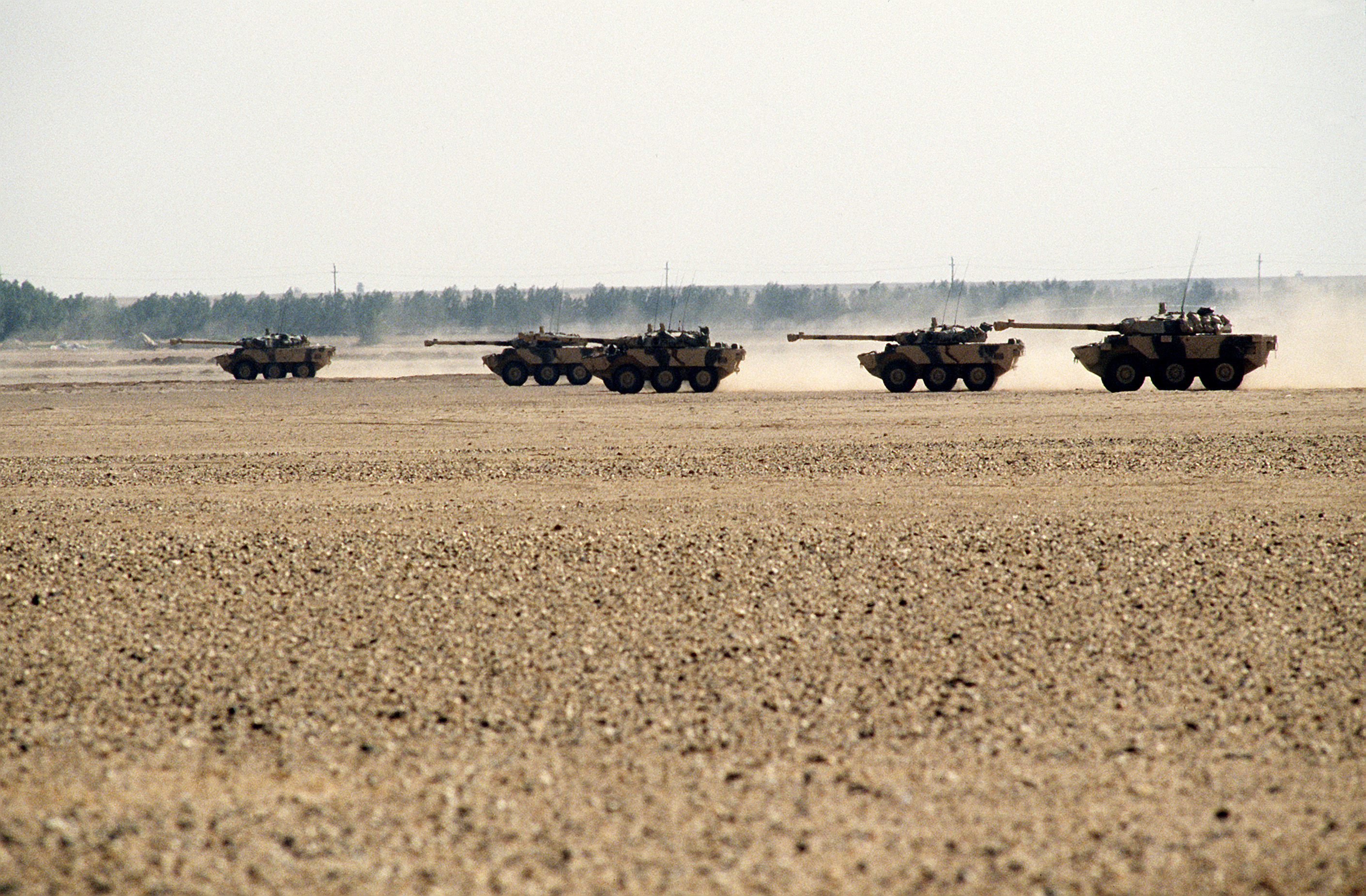
Blindados de reconocimiento AMX-10 RC durante las operaciones.

El arma principal eran los carros de combate AMX-30B2 (36 toneladas y motor de 720CV), de prestaciones inferiores a los M-1A1 Abrams estadounidenses (57 toneladas y motor de 1.500CV). La División Daguet estaba constituida principalmente por unidades con vehículos blindados de ruedas AMX-10RC, ERC-90 y VAB. Solo se contaba con tres escuadrones de AMX-30B2 del 4.º Regimiento de Dragones, que sumaban 44 tanques.
Se empleó el portaviones Clemenceau para transportar al quinto regimiento de helicópteros de combate a Arabia Saudita. La unidad contaba con 30 helicópteros SA341 Gazelle de ataque y reconocimiento y 12 helicópteros SA.330B Puma de transporte. Varios buques de guerra franceses se destinaron a la zona.

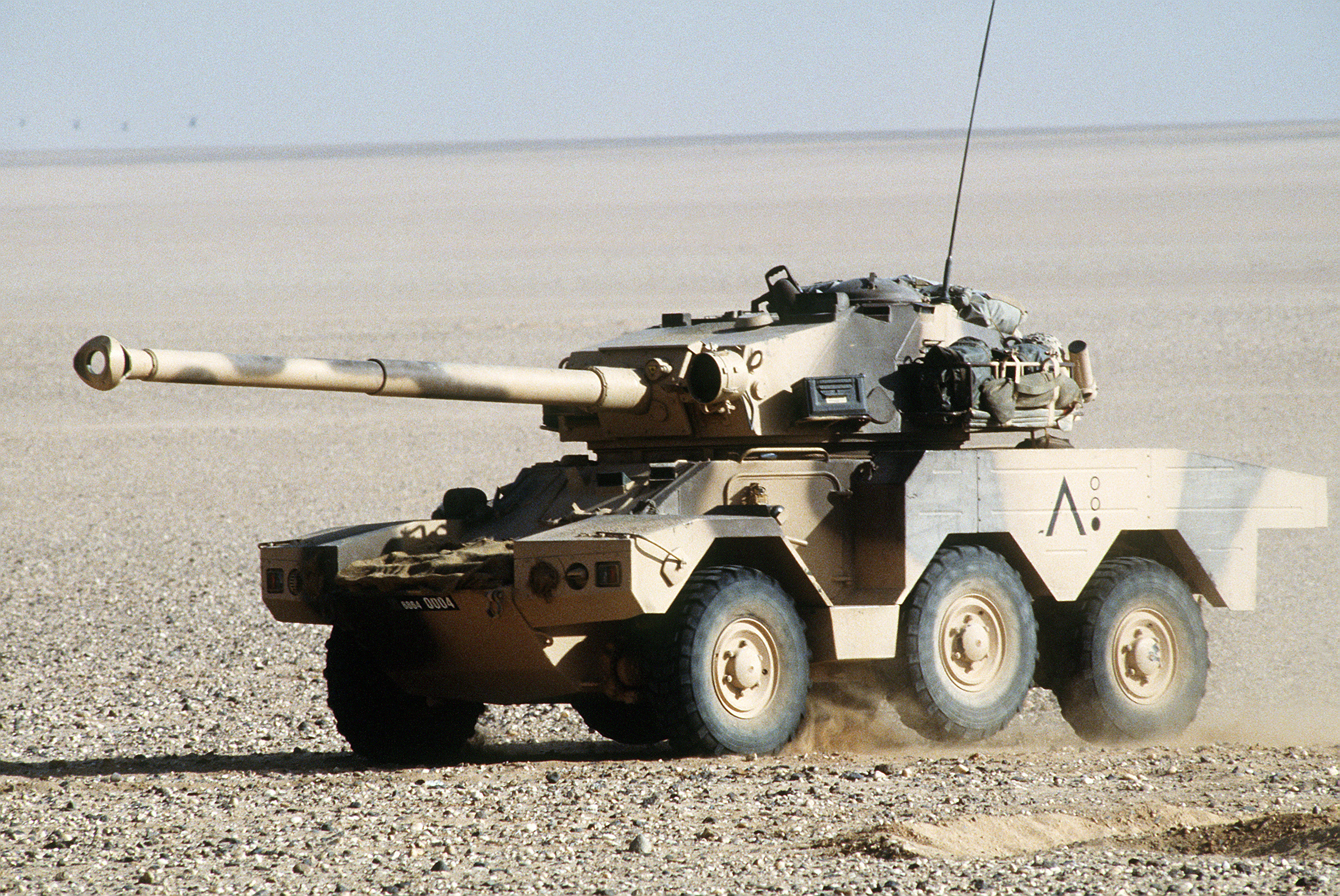
Panhard ERC-90 Sagaie del primer regimiento de húsares paracaidistas durante la Operation Daguet.

Poco antes de comenzar la guerra, la División Daguet contaba con 132 helicópteros del ALAT; de ellos, 60 Gazelle equipados con misiles antitanque HOT. En tierra se contaba con 500 vehículos blindados: 214 vehículos de transporte VAB, 96 AMX-10RC, 44 tanques AMX-30B2, 13 ERC-90 Sagaie y 18 cañones autopropulsados TRF1 de 155 mm. La fuerza se compuso siguiendo la doctrina de empleo de la Fuerza de Acción Rápida, uniendo movilidad y potencia de fuego. A las fuerzas francesas se unieron una brigada de la 82.ª División Aerotransportada y la 18.ª brigada de artillería de EE. UU., quedando ambas bajo control francés. La 82.ª División contaba con blindados LAV-25 y tanques M-551A1 Sheridan, aunque ninguno de estos fue asignado a la brigada que operó junto a los franceses. La División Daguet contaba con 12.500 franceses y 4.500 americanos. Quedó integrada en el XVIII Cuerpo Aerotransportado de EE. UU.

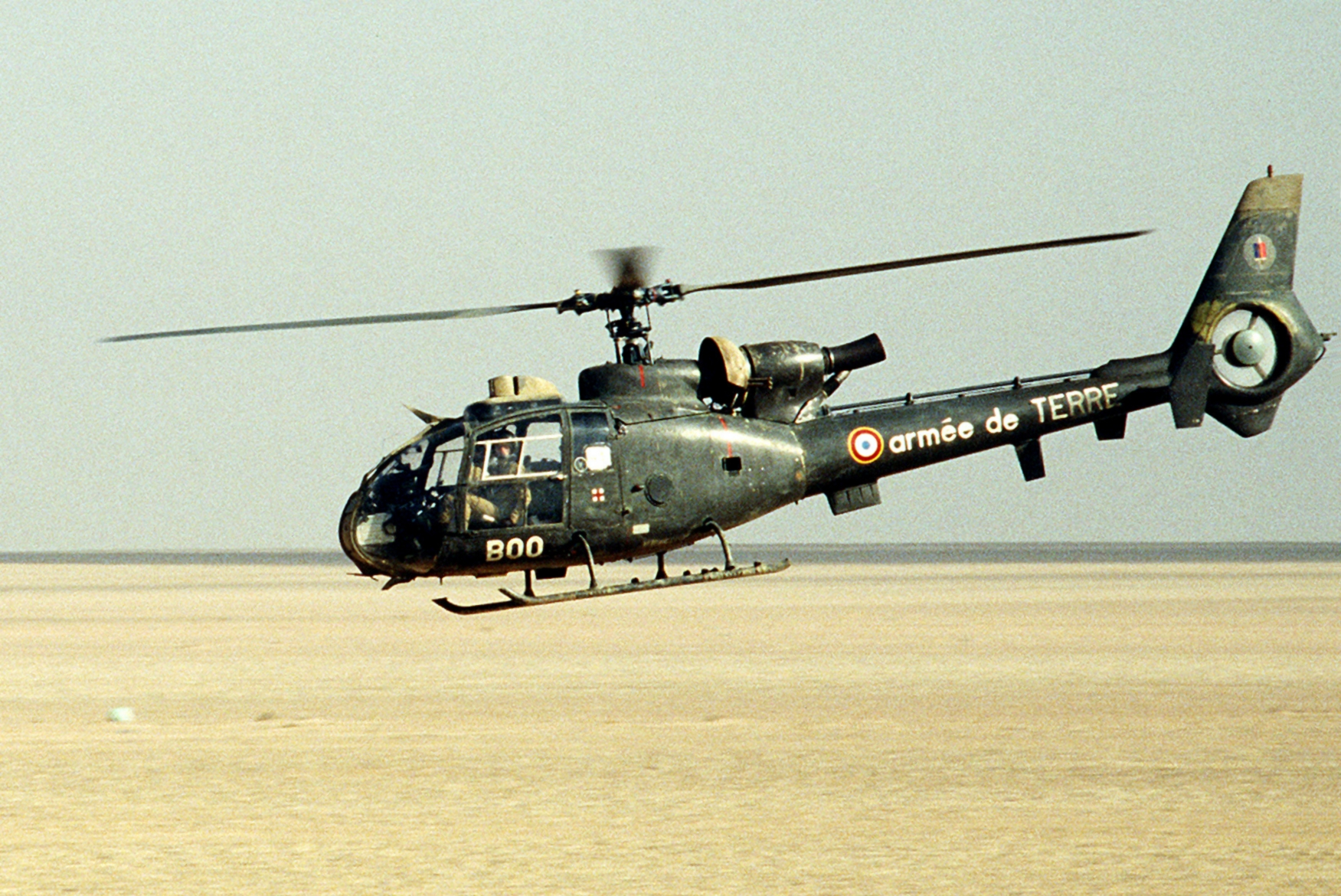
Un Gazelle SA341F2 del ALAT sobrevuela el desierto saudita.

La presencia de 16.000 hombres y 4.000 vehículos sobre el terreno supuso un desafío logístico. La División Daguet recibió desde Francia 83.000 toneladas de recursos, 20.000 de ellas de municiones, y sus unidades logísticas distribuyeron 12.000 metros cúbicos de carburante, 250 metros cúbicos diarios de agua y trataron diariamente 20 toneladas de correo. La Brigada Logística estaba compuesta por 4.600 soldados (el 35 % de la fuerza): 1.600 del regimiento de Mando y Apoyo, 2.500 hombres del llamado Groupement de soutien logistique (grupo de apoyo logístico) y 500 hombres responsables de control aéreo y de gestión del transporte aéreo. 
La Fuerza Aérea desplegó aviones 28 Jaguar, 12 Mirage 2000 y 6 Mirage F-1CR. Los Mirage F1 realizarían durante la guerra misiones de reconocimiento y apoyo al suelo para la División Daguet, aunque tardaron en ser autorizados debido al temor de que fueran confundidos con aviones iraquíes. Los Jaguar se dedicaron casi exclusivamente a realizar misiones de ataque al suelo.

## Ofensiva terrestre

### Planificación
La estrategia diseñada por el general Norman Schwarzkopf para expulsar a los iraquíes de Kuwait era hacer creer que el ataque principal se produciría frontalmente. Para ello las fuerzas de los países islámicos de la Coalición (Egipto, Siria, Marruecos, Arabia Saudí, Emiratos Árabes Unidos, Catar...) se apostaron junto a la frontera kuwaití. A su vez los marines americanos simulaban estar a punto de desembarcar desde el mar. Pero en realidad el verdadero ataque se produciría a través de Irak, donde se desplegarían las divisiones blindadas americanas 1.ª y 3.ª 

El ataque terrestre para liberar Kuwait. Los franceses estaban situados a la izquierda del dispositivo.

Los franceses fueron los elegidos como punta de lanza del flanco izquierdo debido a velocidad de sus carros de combate AMX-10RC. La misión de proteger el flanco izquierdo del avance se encomendó a la División Daguet, integrada por la 6.ª División Blindada Ligera francesa, reforzada con el 4.º Regimiento de Dragones de la 2.ª División Blindada y efectivos de la Legión Extranjera. Aunque no se enfrentara a unidades de combate iraquíes importantes la misión francesa era crucial. El éxito de Tormenta en el desierto dependía de que las divisiones blindadas americanas 1.ª y 3.ª penetraran profundamente en Irak, envolviendo a las fuerzas iraqíes atrincheradas en Kuwait.
Si la resistencia iraquí no era de gran envergadura, los AMX-30 y AMX-10RC podrían con ella. En caso de que fuera muy fuerte, los franceses tenían la capacidad de replegarse de manera que la aviación americana aplastara cualquier concentración enemiga detectada. 

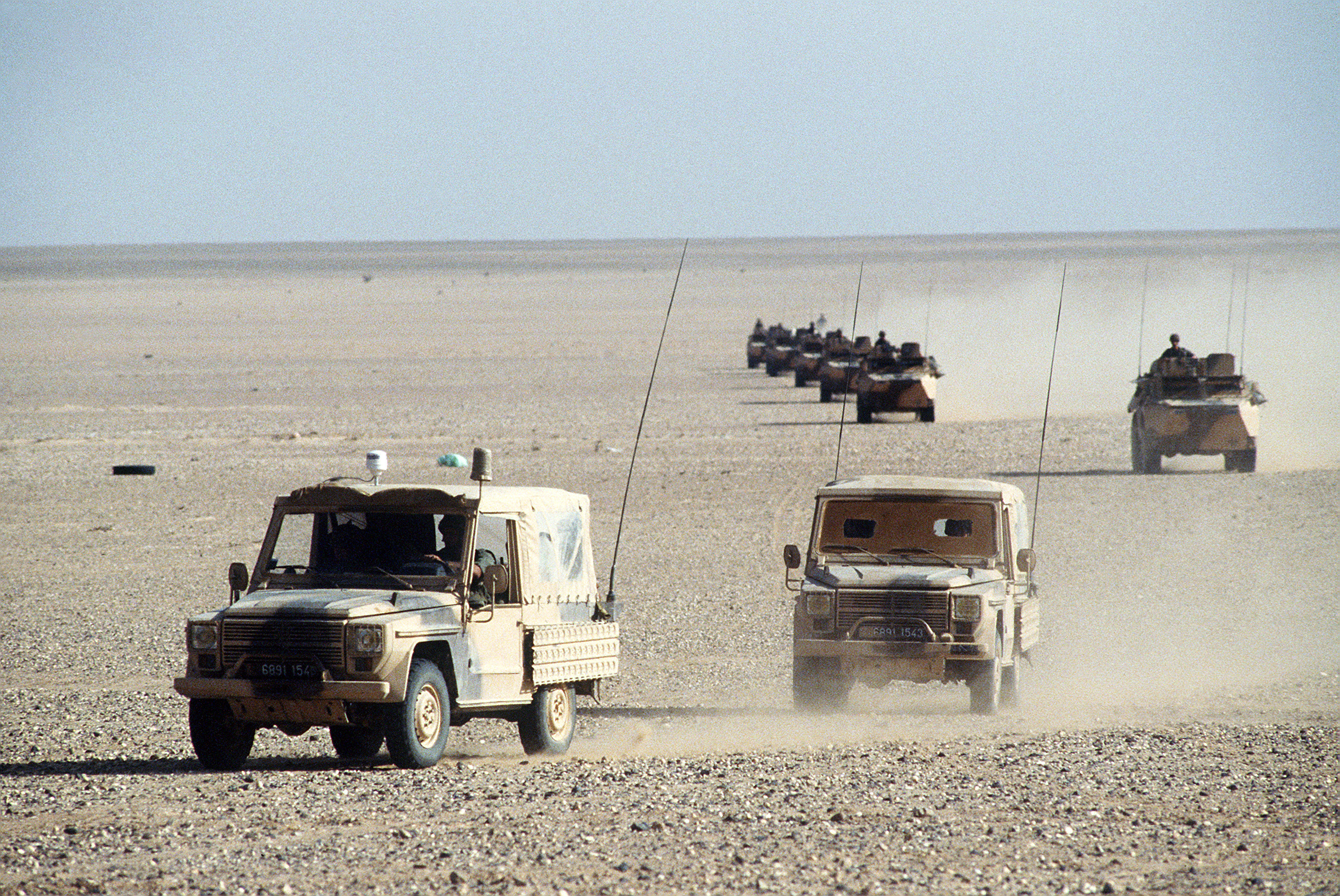
Varios todoterreno P4 del ejército francés en el desierto.

En su avance, los franceses se encontraron con la 45 División de Infantería Mecanizada, encargada de proteger la base aérea iraquí en As-Salman, a 150 km de la frontera. Los franceses aplastaron la resistencia iraquí, hicieron 2.500 prisioneros y capturaron la base aérea y cruce de carreteras.

### Disposición táctica
La División Daguet tenía su base en la zona al norte de Rafah, en el PC Olive. A su derecha estaba la 101.ª División de EE. UU. Las fuerzas francesas se dividieron en dos grupos de combate. Cada uno fue asignado a un lado del eje de avance. Esta ruta de avance recibió el nombre de Texas. Un regimiento francés enmarca 1.200-1.500 hombres.
El ejército francés contaba entonces con muchos soldados procedentes del servicio militar obligatorio. Para formar la división se eligió a unidades formadas por soldados profesionales como los regimientos de la Legión Extranjera Francesa.

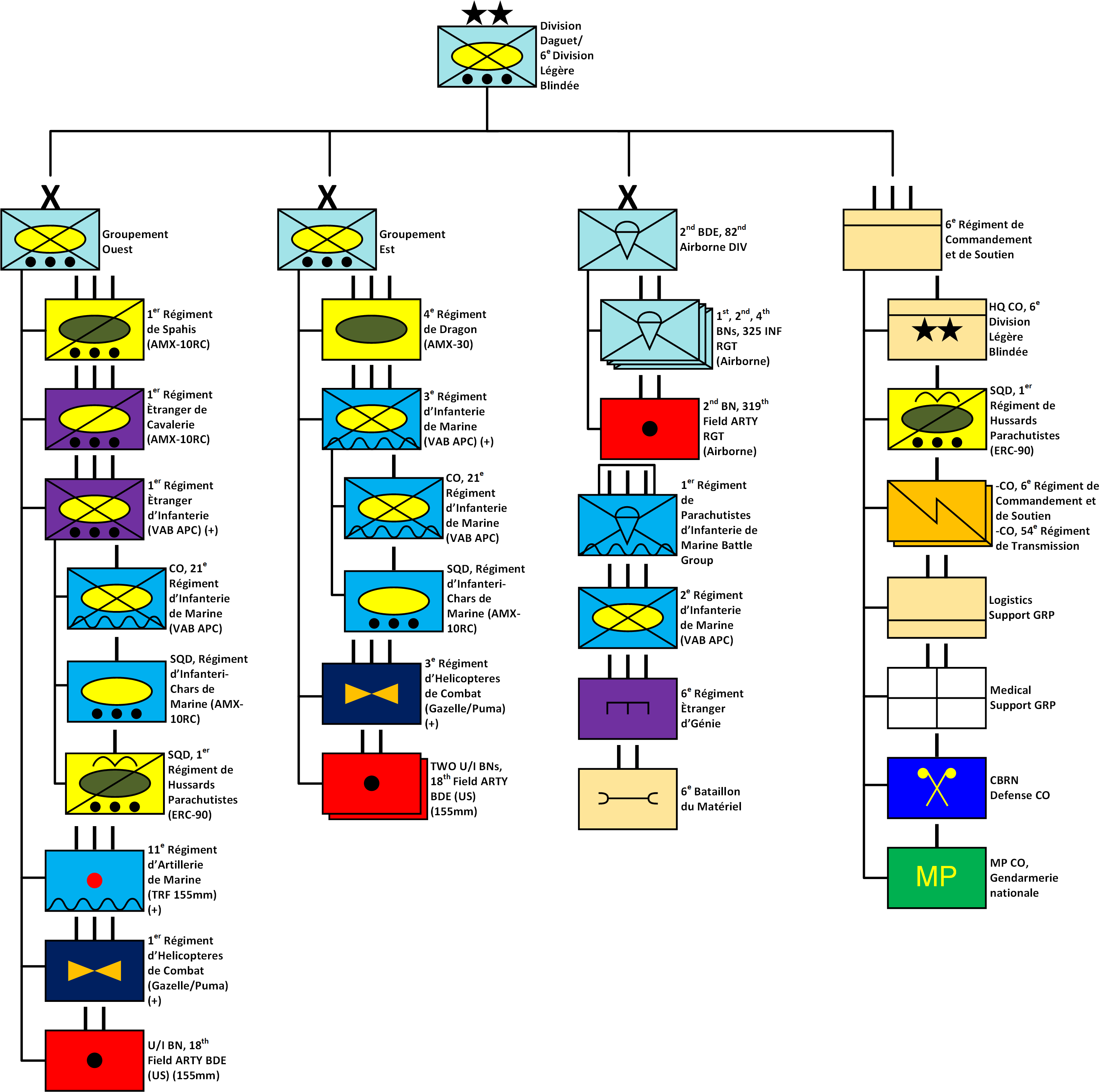
División Daguet francesa

#### Groupement Ouest
- 1er Régiment de Spahis (RS): 3 escuadrones de AMX-10RC, 1 escuadrón antitanque con VAB Mephisto (armados con misiles HOT).
- 1er Régiment Étranger de Cavalerie (REC): 3 escuadrones de AMX-10RC, 1 escuadrón antitanque con VAB.
- 2éme Régiment Étranger d'Infanterie (REI): 3 escuadrones de VAB APC.
- Reforzado con un escuadrón del 21er Régiment d'Infanterie de Marine (RIMe) con VAB APC, 1 escuadrón del Régiment d'Infanterie-Chars de Marine (RICM) con AMX-10RC.
- Un escuadrón de reconocimiento del 1er Régiment de Hussards Parachutistes (RHP) con ERC-90 Sagaie. Se les asignaron tareas de vigilancia de área. Solo debían entrar en combate directo si era inevitable.
- 11e Régiment d'Artillerie de Marine, reforzado con hombres del 68e Régiment d'Artillerie: 3 baterías de 6 obuses remolcados TRF1 de 155 mm.
- 1 batería de defensa aérea del 35e Régiment d'Artillerie Parachutiste con misiles tierra-aire Mistral.
- Regimiento de helicópteros de combate (RHC): dos escuadrones de helicópteros de reconocimiento y apoyo (EHRAP1 y EHRAP2) con helicópteros SA341 Gazelle armados con cañón de 20 mm. Tres escuadrones de helicópteros de ataque (EHA3, EHA4 y EHA5) con helicópteros SA342 Gazelle armados con misiles HOT. Un escuadrón de helicópteros de maniobra (EHM6) con helicópteros SA330 Puma.
- 1 compañía de infantería aerotransportada del 1er Régiment d'Infanterie.[15]
- 1 batallón de artillería de la 18a Brigada de Artillería del ejército de EE. UU. con obuses remolcados M198 de 155 mm.

#### Groupement Est
- 4e Régiment de Dragons (RD): 3 escuadrones de tanques AMX-30B2.
- 3e Régiment d'Infanterie de Marine (RIMe): 3 escuadrones VAB APC.
- Reforzado con 1 destacamento del 21e Régiment d'Infanterie de Marine con VAB APC y 1 escuadrón del Régiment d'Infanterie-Chars de Marine (RICM) con AMX-10RC.
- Régiment d'Helicopteres de Combat (RCH): Dos escuadtones de helicópteros de reconocimiento y apoyo (EHRAP1 y EHRAP2) con helicópteros Gazelle. Tres escuadrones de Helicópteros de Ataque (EHA3, EHA4 y EHA6) con helicópteros Gazelle HOT. Tres escuadrones de Helicópteros de Maniobra (EHM5, EHM7, EHM8) con helicópteros Puma.[16]
- 1 compañía de infantería aerotransportada del 1er Régiment d'Infanterie.
- 2.º batallón del 319th Field Artillery Regiment de EE. UU., con obuses remolcados M198 de 155 mm.[17]

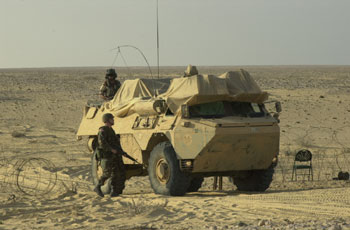
VAB del ejército francés en el desierto.

#### Otras unidades
- Segunda Brigada de la 82 División Aerotransportada de EE. UU.
- 1.er Régiment de Parachutistes d'Infanterie de Marine.
- 1 compañía mixta de reconocimiento/artillería.
- Comando de reconocimiento y acción encubierta (CRAP) del 2e Régiment Étranger de Parachutistes (REP).
- 2e Régiment d'Infanterie de Marine: 3 escuadrones VAB APC.
- 6e Régiment Étranger de Génie.

El coronel Rosier, jefe del 1.er RPIMa, fue puesto al mando del 1er groupement commando parachutiste (1° GCP). Este era un grupo de 120 hombres de las fuerzas especiales, en su mayoría del 1.er RPIMa pero reforzado con miembros de 6 equipos CRAP (1.er RHP, 2e REP, 3e y 6e RPIMa, 35e RAP). El 1.er GCP fue asignado a la operación en febrero de 1991, sin misión predeterminada y sobre la marcha habría de encontrar qué hacer. Cuando llegaron al frente se pensó en dedicarlos a misiones de reconocimiento profundo.

### Operaciones

#### Inicio
La frontera entre Irak y Arabia Saudita se caracterizaba en el punto donde estaban los franceses por quedar la parte iraquí a mayor altura. Los franceses le llamaban el acantilado. Los franceses habían previsto un combate duro y habían preparado un número más alto de vehículos VAB ambulancias y de personal sanitario. Asimismo 12 helicópteros Puma se asignaron de manera exclusiva a misiones EVASAN. Se habían traído a la línea del frente 90.000 obuses de 155 mm, 20.000 obuses de mortero de 120 y 7.400 misiles Hot (en el caso de los misiles hubo que recurrir a los inventarios del ejército alemán). Los soldados franceses llevaban semanas desplegados en posiciones camufladas, con órdenes de mantener silencio radio y no disparar para no revelar su posición.
La ofensiva terrestre francesa empezó la noche del 22 al 23 de febrero, 24 horas antes del ataque general. Esa noche, soldados de la Legión Extranjera atacaron y ocuparon algunas posiciones enemigas denominadas Natchez, que dominaban la frontera saudí. Gracias a esta acción, el 23 de febrero, a las 17:00 horas, las fuerzas francesas ya habían cruzado la frontera iraquí formando un frente de casi 70 kilómetros de ancho. Los helicópteros se adelantan, reconociendo el terreno y atacando a los iraquíes.

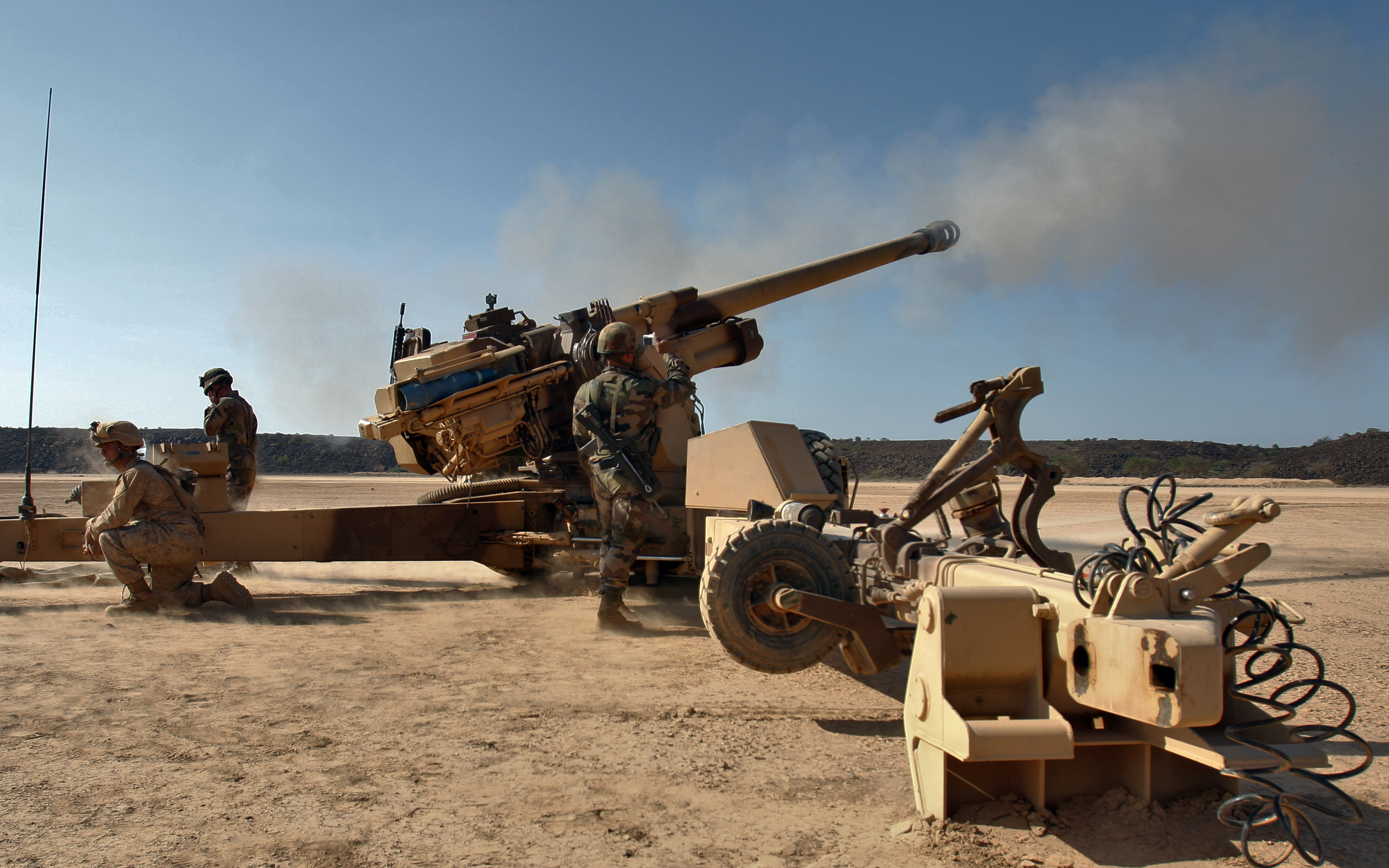
Obús francés TRF1, de 155 mm.

#### Ofensiva
El 24 de febrero empezó la operación Princesse de Clèves. La División Daguet se organizó en dos agrupaciones, cada una de ellas a uno de los lados del eje de penetración principal, denominado Texas.
- Agrupación Oeste, colocada a la izquierda del Texas, hasta el límite de la zona asignada al XVIII Cuerpo: 1.er Régiment de Spahis (RS), 2e Régiment Etranger d"Infanterie (REI), 1er Régiment Etranger de Cavalerie (RIMa) y el 1er Régiment d"Helicoptéres de Combat (RHC),
- Agrupación Este, a la derecha del "Texas" hasta la zona asignada a la 24 Infantry Division del XVIII Cuerpo: 4e Régiment de Dragons (RD), dos compañías acorazadas ligeras del Régiment d'Infanterie de Char de Marine (RICM), 1.er Régiment d'Infanterie de Marine (RIMa), 6e Régiment Étranger de Génie (REG) y 5e Régiment d'Helicoptéres de Combat (RHC),[21]

Los franceses esperaban una resistencia fuerte. Incluso se habían previsto ataques de artillería o empleo de armas químicas sobre la ruta Texas. A las 5:30 horas del 24 de febrero se pasó a la ofensiva. Para tomar el objetivo final, As Salman (nombre clave White), tenía que enfrentarse con la 45 División mecanizada iraquí, con más de 10.000 hombres, tanques T-55 y piezas de artillería de 122 mm. La división iraquí tenía desplegado un batallón de Infantería como fuerza de cobertura en la frontera. Dos batallones de Infantería y uno de tanques se desplegaban en torno al objetivo Rochambeau. Tres  batallones de Infantería defendían As Salman. Los iraquíes emplearon la táctica que les funcionó tan bien en la guerra de 1980-88 de atrincherarse y semienterrar sus tanques para dar mayor poder de fuego a sus defensas. Sin embargo, la resistencia iraquí sería más débil de lo previsto, ya que la moral era baja, muchos oficiales habían huido y los soldados chiitas mostraron escasa motivación.
Junto a los franceses avanzaban tropas de la 82.ª División Aerotransportada de EE. UU. Serían las primeras unidades americanas en entrar en Irak. Los obuses americanos M198 participaron dando apoyo de fuego al avance sobre el objetivo Rochambeau.

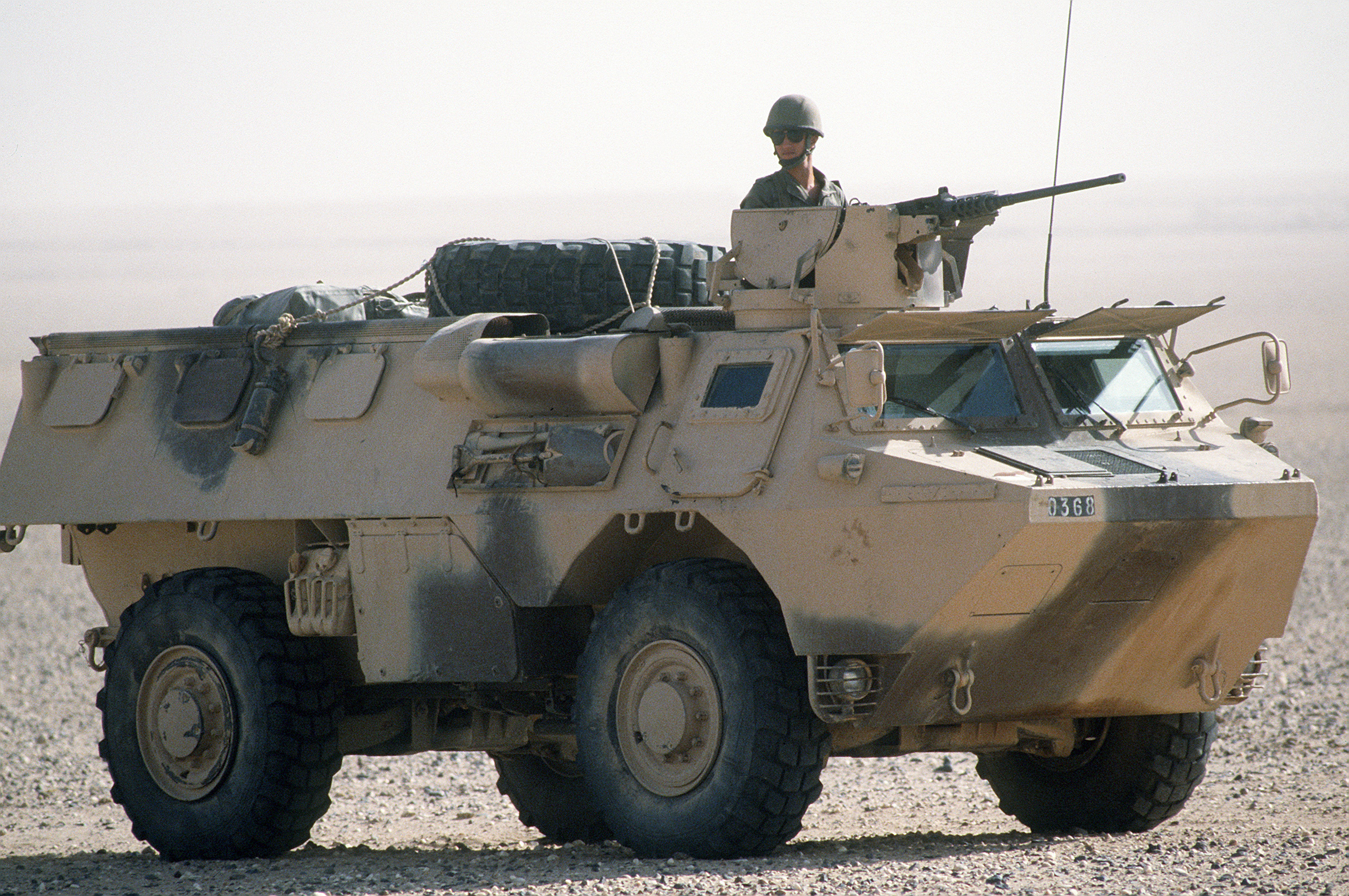
Un VAB durante las operaciones

En el camino a As Salman el primer punto de defensa iraquí era Rochambeau. Los tanques AMX-30B2 de la agrupación Este avanzaron rápidamente hacia al dispositivo defensivo enemigo. Los helicópteros Gazelle comenzaron el ataque contra las posiciones iraquíes mediante disparos de cañón de 20 mm. y misiles HOT. Al atardecer, Rochambeau fue tomado por el 3e RIMa, apoyada por los AMX-10RC del RIC y por los 44 tanques AMX-30B2 del 4° RD. Se contó con apoyo de la artillería y un uso abundante de misiles. Al mismo tiempo, los transportes VAB de los legionarios del 2e REI y los AMX-10RC del 1.er RS y del 1.er REC dejaron atrás Rochambeau y se dirigieron hacia As Salman. Para apoyarles, los helicópteros Gazelle atacaron una concentración de medios acorazados iraquíes que obstruían el camino hacia As Salman. La mañana del 25 de febrero, los destacamentos de vanguardia estaban ya al sureste del objetivo principal, preparados para el ataque final al aeródromo de As Salman.
El cerco de White se completó la mañana del 25 de febrero. A las 11:00 horas los legionarios del 2e REI y del 1.er REC atacaron desde el este, mientras desde el sur los AMX-10RC del 1.er RS atacaban la posición denominada Bordeaux, situada entre As Salman y el aeropuerto.

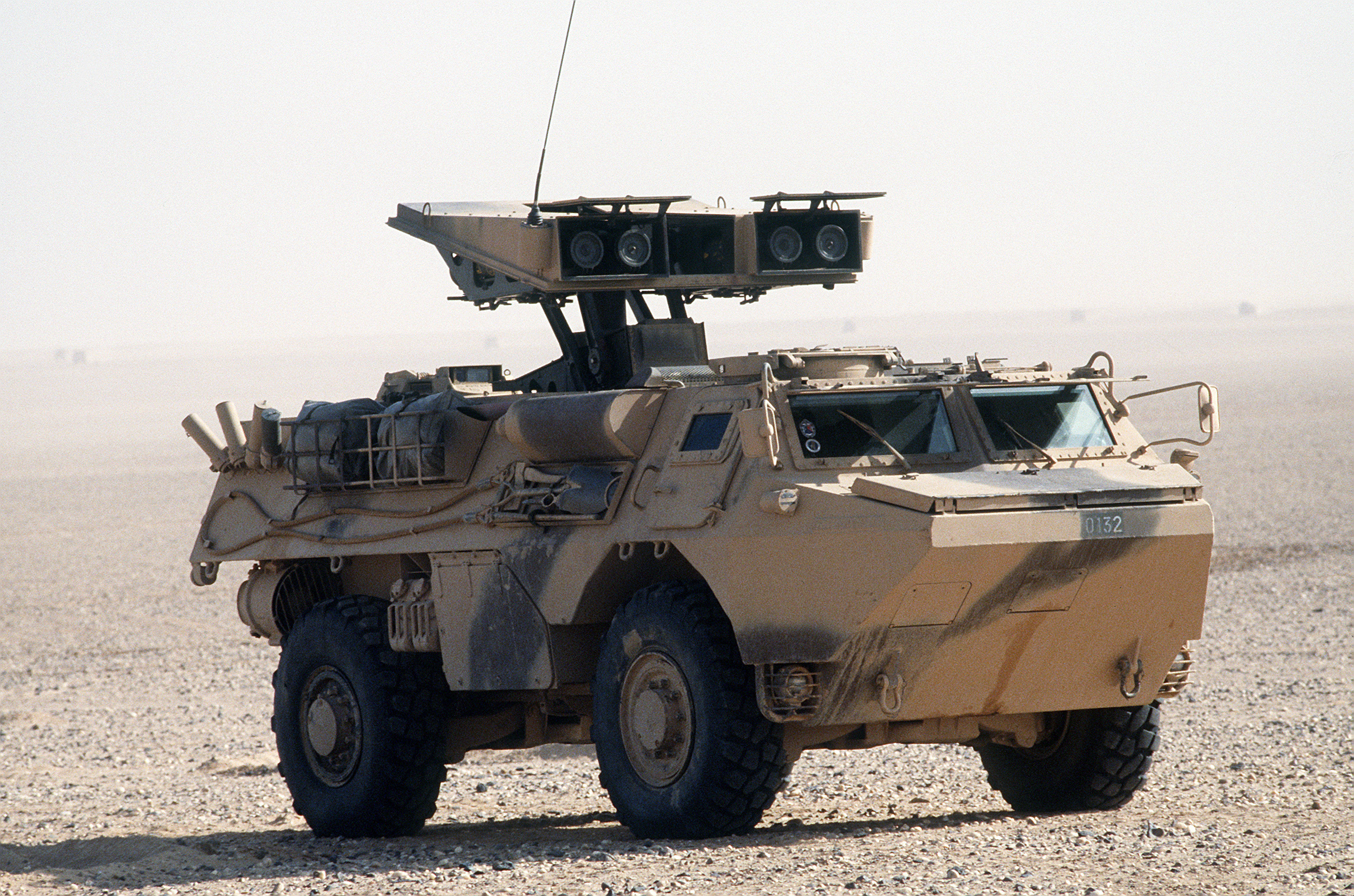
Un VAB Mephisto, equipado con misiles HOT.

De nuevo las tropas de tierra se vieron apoyadas por los helicópteros armados con misiles HOT y cañones de 20 mm, que precedían al avance de los AMX-10RC por un frente de más de 10 kilómetros de ancho. La tarde del 25 de febrero, todos los objetivos asignados habían sido conquistados. El hueso más duro fue el puesto de mando de la 45 División iraquí, atacado por un escuadrón de AMX-30B2 del 4e RD después de haber sido atacado repetidamente con misiles HOT disparados por los Gazelle.
Al amanecer del 26 de febrero se concluyó la operación Princesse de Cléves, con la conquista de As Salman, por la infantería de marina del 1.er RPIMa. Los equipos de fuerzas especiales tomaron el fuerte de As Salman. Ese día las minas causan 2 muertos y 23 heridos, trasladados en helicóptero rápidamente. En menos de 36 horas, los franceses habían realizado la misión y el eje de penetración Texas quedó abierto para los tanques del XVIII Cuerpo, libres para dirigirse en profundidad hacia el Éufrates y cortar así cualquier posibilidad de retirada de las fuerzas iraquíes en Kuwait y en los alrededores de Basora.
Los helicópteros franceses continuaron atacando hasta el 28 de febrero de 1991, día del cese del fuego, con operaciones de reconocimiento ofensivo, ataques a posiciones fortificadas, búsqueda y destrucción de elementos enemigos en retirada y de bases logísticas, estaciones de radar y puestos de mando. El ataque de la estación de radar de As Shubaka se le confió a un pelotón de infantería ligera helitransportada. En el seguimiento de una columna acorazada iraquí en retirada, algunos Gazelle se desplazaron hasta el Éufrates.

## Balance

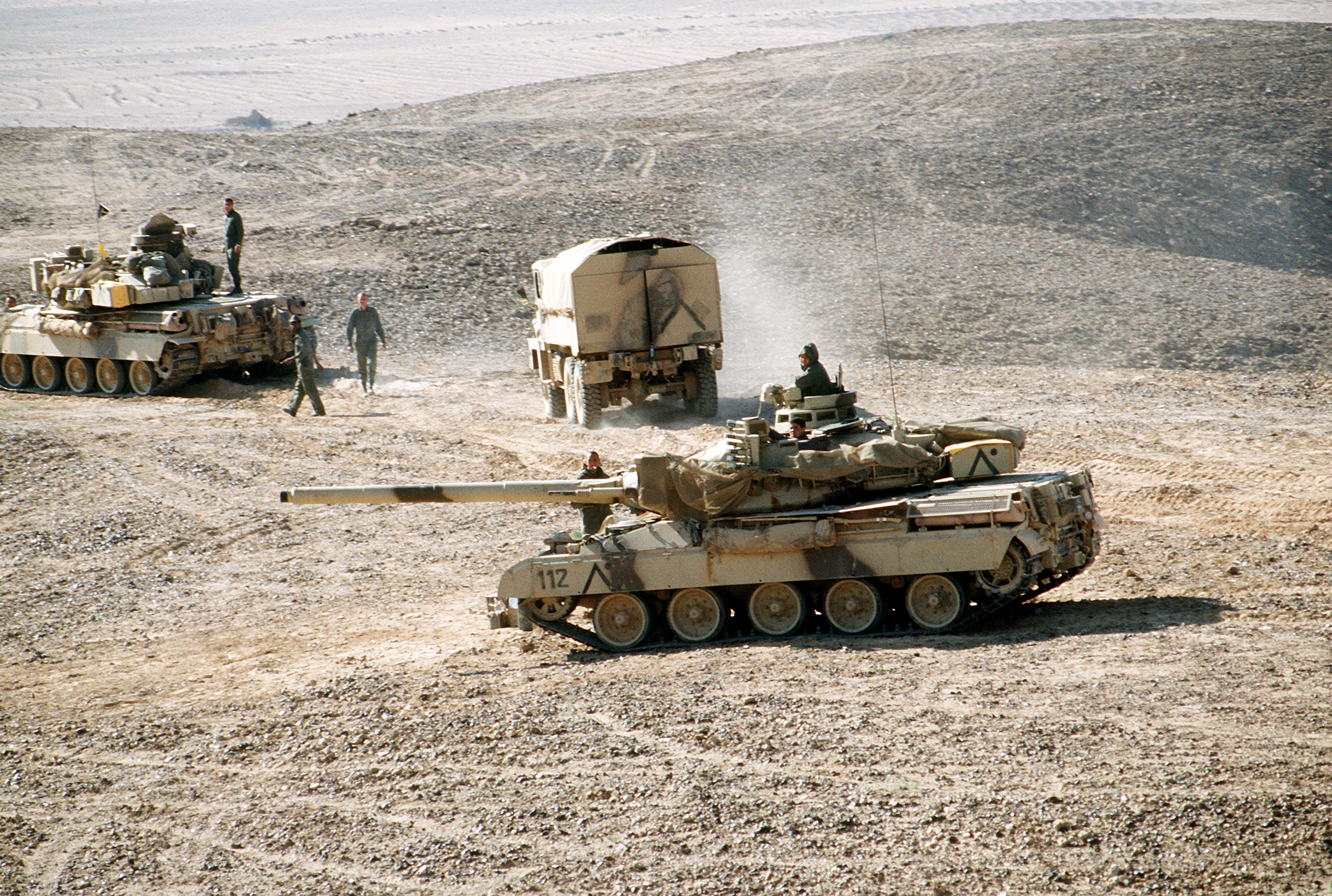
Dos AMX-30 y un camión TRM-2000 en As Salman.

En cuatro días de ofensiva se hicieron 2.956 prisioneros iraquíes. Otros 6.000-7.000 soldados iraquíes huyeron de la zona. Los franceses destruyeron 20 tanques T-55, T-62 y Tipo 69 y capturaron 2 T-72. Asimismo, 17 blindados fueron destruidos, 114 camiones fueron destruidos y 7 capturados. En cuanto a artillería, 26 obuses y cañones antiaéreos fueron destruidos y 40 capturados. También fueron capturados 70 morteros de 82 y 120 mm., junto a 700 toneladas de municiones. Tanto las municiones como la base aérea de As Salman fueron destruidas por los franceses para impedir su uso a los iraquíes.
Los AMX-30B2 dispararon 270 proyectiles de 105 mm, los AMX-10RC dispararon 290 de 105 mm. Los obuses TRF1 dispararon 1.640 obuses de 155 mm y la artillería americana 1.100. La infantería empleó 22 misiles Milan y 560 granadas de mortero de 120 mm. Un equipo Milan realizó la destrucción de 7 tanques. Los helicópteros Gazelle dispararon 328 misiles HOT, y los VAB Mephisto otros 60.

## Bajas
Nueve soldados franceses murieron durante el desalojo, dos antes del comienzo de la guerra y cinco después.
- Un soldado murió en un accidente en Arabia Saudita en noviembre de 1990.
- Un piloto murió en diciembre durante el aterrizaje forzoso de su Mirage F1.
- Dos paracaidistas del 1.er Regimiento de Paracaidistas de Infantería de Marina (1e RPMIa) murieron mientras limpiaban municiones sin detonar cerca de Al-Salman el 26 de febrero de 1991; 33 personas resultaron heridas, 22 de ellas levemente, por minas y explosivos.
- Acabada la guerra, ocho soldados del 1.º RI resultaron heridos el 12 de marzo de 1991, en un accidente.
- Dos legionarios murieron en marzo y abril cerca de Kuwait. Otros tres murieron en mayo.